# 弗雷德·摩根
弗雷德·摩根（英語：Fred Morgan，1893年6月30日—1980年7月29日），南非男子射击运动员。他曾代表南非参加1920年夏季奥林匹克运动会射击比赛，获得男子团体600米军用步枪卧射银牌。